# Schachty
Schachty (russisch Ша́хты, „Bergwerke“) ist eine Großstadt im südlichen Russland in der Oblast Rostow. Sie hat 239.987 Einwohner (Stand 14. Oktober 2010).

## Geographie
Die Stadt liegt an den südöstlichen Ausläufern des zur Osteuropäischen Ebene gehörenden Donezrückens, auf etwa 100 Metern Höhe. Nach der Gebietshauptstadt Rostow am Don sowie der Großstadt Taganrog ist Schachty gemessen an der Bevölkerungszahl der drittgrößte Ort der Oblast Rostow.
Die Entfernung nach Rostow beträgt rund 75 km in südwestliche Richtung. Die beiden nächstgelegenen Städte sind Krasny Sulin (23 km nordwestlich von Schachty) und Nowoschachtinsk (25 km westlich).

## Geschichte

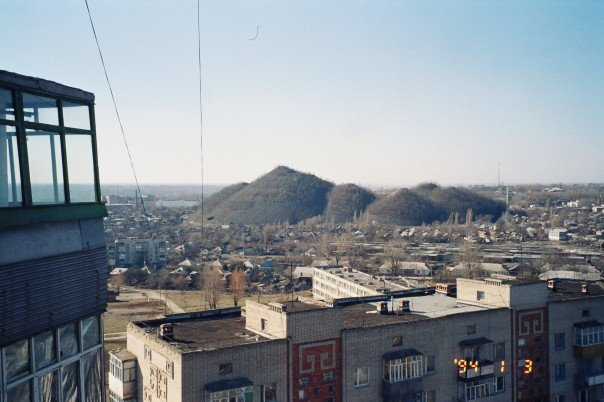
Die Kohlebergwerke in Schachty

Die Entstehung der Stadt ist eng mit der Förderung der Steinkohle in dieser Region verbunden. Anfang des 19. Jahrhunderts entstand in der Nähe der heutigen Stadt das erste Kohlebergwerk, und um 1850 gab es hier bereits 57 erschlossene Lagerstätten, darunter eine namens Gruschewski, um die herum sich später eine Bergarbeitersiedlung zu bilden begann. Als offizielles Gründungsjahr von Schachty gilt das Jahr 1867, als bei der Gruschewski-Lagerstätte offiziell die Ortschaft Gornoje Gruschewskoje (russisch Горное Грушевское), die spätere Stadt Schachty, anerkannt wurde. Am 3. Januar 1883 erhielt die Siedlung Stadtrechte und wurde zugleich in Gedenken an den knapp zwei Jahre zuvor ermordeten Zaren Alexander II. in Alexandrowsk-Gruschewski (russisch Александровск-Грушевский) umbenannt. Gegen Ende des 19. und Anfang des 20. Jahrhunderts war der Ort eines der wichtigsten Kohlenförderungszentren Südrusslands.
Am 11. Februar 1920 wurde Alexandrowsk-Gruschewski offiziell in Schachty (übersetzt „Bergwerke“, im Plural) umbenannt. Bis Oktober 1925 gehörte Schachty verwaltungstechnisch zur Ukrainische Sozialistische Sowjetrepublik (USSR), danach wurde es in die Oblast Rostow der Russische Sozialistische Föderative Sowjetrepublik (RSFSR) eingegliedert. Wie die Nachbarstadt Nowoschachtinsk war Schachty auch zu Zeiten der Sowjetunion vom Kohleabbau geprägt.
1928 wurde gegen nichtkommunistische Spezialisten mit dem Schachty-Prozess der erste stalinistische Schauprozess geführt, und während des Zweiten Weltkrieges geriet die Stadt im Juli 1942 für mehrere Monate unter deutsche Besatzung, was dem Ort erhebliche Zerstörungen und zivile Opfer brachte. In der Nachkriegszeit konnte Schachty jedoch wiederaufgebaut werden, wobei auch eine Reihe neuer Industriebetriebe entstand.
In der Stadt bestand das Kriegsgefangenenlager 182 für deutsche Kriegsgefangene des Zweiten Weltkriegs. Es wurde 1954 aufgelöst.
2004 wurden die Siedlungen städtischen Typs Ajutinski (2002: 10.639 Einwohner) und Maiski (12.155) eingemeindet.

### Bevölkerungsentwicklung
| Jahr | Einwohner |
| ---- | --------- |
| 1897 | 16.479    |
| 1939 | 114.134   |
| 1959 | 196.190   |
| 1970 | 205.307   |
| 1979 | 209.495   |
| 1989 | 225.797   |
| 2002 | 222.592   |
| 2010 | 239.987   |

Anmerkung: Volkszählungsdaten

## Wirtschaft
War zu Sowjetzeiten die Kohleförderung der dominierende Wirtschaftszweig in Schachty und anderen Städten des Donezbeckens, wurden während der russischen Wirtschaftskrise der 1990er-Jahre die meisten Bergwerke stillgelegt, wodurch die Stadt verarmte. Heute gibt es in Schachty insgesamt rund 3500 Unternehmen, darunter Betriebe der Metallurgie, der Baustoff- und der Keramikherstellung (z. B. Unitile) sowie der Leicht- und der Nahrungsmittelindustrie.

## Verkehr
Schachty liegt an der russischen Fernstraße M 4. In der Stadt gibt es einen Bahnhof mit Verbindungen unter anderem nach Rostow. Der innerstädtische Nahverkehr besteht ausschließlich aus Bussen und Linientaxis; die einst vorhandenen Netze aus Straßenbahn- und Trolleybus-Linien wurden mittlerweile aufgelöst.

## Städtepartnerschaften
Schachty unterhält seit 1989 eine Städtepartnerschaft mit der nordrhein-westfälischen Großstadt Gelsenkirchen.

## Weiterführende Bildungseinrichtungen
- Hochschulinstitut Schachty der Südrussischen Staatlichen Technischen Universität
- Südrussische Staatliche Universität für Wirtschaft und Service

## Personen

### Söhne und Töchter der Stadt
- Wladimir Lotarjow (1914–1994), Konstrukteur von Strahltriebwerken
- Ljudmila Kondratjewa (* 1958), Leichtathletin
- Marina Logwinenko (* 1961), Sportschützin
- Wiktor Tregubow (* 1965), Gewichtheber
- Sergei Kowalenko (* 1976), Ringer
- Karina Flores, armenische Sopranistin
- Andrei Silnow (* 1984), Leichtathlet
- Nikita Melnikow (* 1987), Ringer

### Weitere Persönlichkeiten
- Timofei Prochorow (1894–2004), Eremit; arbeitete in Schachty während des Zweiten Weltkrieges.
- Andrei Tschikatilo (1936–1994), Serienmörder; wohnte ab Mitte der 1970er Jahre mit seiner Familie in Schachty und arbeitete als Lehrer und Angestellter; in Schachty beging er seinen ersten Mord.
- Wassili Alexejew (1942–2011), Gewichtheber; Ehrenbürger von Schachty.
- Gennadi Bessonow (* 1954), Gewichtheber; Ehrenbürger von Schachty.[4]